# Лара Набхан
Лара Набхан (народилася 17 липня 1989) — ліванська журналістка, яка працює на каналі AlArabiya  і вважається однією з найкрасивіших арабських журналісток. 
Народився в Захле, Ліван,  17 липня 1989 року в мусульманській родині, яка належала до шиїтської секти в Лівані. Здобула освіту в університеті Антоніна.
З 2012 року вона працює на каналі Al Arabiya з Дубая в Об’єднаних Арабських Еміратах, де вона також живе.